# Hajó Indiába
Az Hajó Indiába (eredeti cím: Skipp till India land) egy 1947-ben bemutatott Ingmar Bergman rendezésében készült svéd filmdráma.
A film középpontjában Johannes, a tengerész áll, aki hét év múlva egy rövid időre hazatér, találkozik egykori szerelmével Sallyvel, és feleleveníti régi emlékeit.
A filmben határozottan megjelenik a kétségbeesés és szenvedés. Birger Malmsten figurája, – a főszereplő Johannest alakítja – a púpja miatt kisebbségi komplexusban szenvedő fiatalember kimondottan rokonszenves, aki végül szembeszáll zsarnok apjával.
Bergman filmjében nagy szerepet kapnak a családon belüli kapcsolatok, amellyel későbbi munkáiban is gyakran foglalkozott, és olyan előszeretettel használt motívumjai is megjelennek, mint kemény apafigura vagy a néma és kegyetlen Isten.
A Hajó Indiába részt vett az 1947-es Cannes-i fesztiválon.

## Szereposztás
| Színész           | Karakter                |
| ----------------- | ----------------------- |
| Birger Malmsten   | Johannes Blom           |
| Gertrud Fridh     | Sally                   |
| Holger Löwenadler | Alexander Blom kapitány |
| Anna Lindahl      | Alice Blom              |
| Naemi Briese      | Selma                   |
| Hjördis Petterson | Sofi                    |
| Lasse Krantz      | Hans                    |
| Jan Molander      | Bertil                  |
| Erik Hell         | Pekka                   |

## Fordítás
- Ez a szócikk részben vagy egészben  az   A_Ship_to_India című angol Wikipédia-szócikk fordításán alapul.  Az eredeti cikk szerkesztőit annak laptörténete sorolja fel. Ez a jelzés csupán a megfogalmazás eredetét és a szerzői jogokat jelzi, nem szolgál a cikkben szereplő információk forrásmegjelöléseként.